# Ein Schuß im Dunkeln
Ein Schuß im Dunkeln ist der zweite Film der Pink-Panther-Reihe des US-amerikanischen Regisseurs Blake Edwards nach dem Bühnenstück Die aufrichtige Lügnerin (L’Idiote) von Marcel Achard in der englischsprachigen Bearbeitung von Harry Kurnitz.
Peter Sellers hatte für die Verfilmung zugesagt, war aber mit dem Skript und dem vorgesehenen Regisseur nicht einverstanden. Er bat Blake Edwards, doch die Regie zu übernehmen, das Drehbuch zu überarbeiten und seine Rolle in die kassenträchtige Figur des Inspektor Clouseau zu verwandeln. Edwards und die Produzenten stimmten zu.
Im Vorspann des Films fehlt der berühmte rosarote Panther. Auch wird das Geschehen nicht wie im ersten Teil dieser Reihe von dem berühmten Diamanten abhängig gemacht. Ab jetzt steht der Inspektor im Vordergrund.

## Handlung
In der Villa des Millionärs Benjamin Ballon geht es des Abends sehr umtriebig zu. Fast alle Bewohner und auch das Dienstpersonal sind in den verzweigten Korridoren der Villa auf Wanderschaft zu ihrer jeweiligen Liebschaft. Plötzlich geschieht ein Mord. Inspektor Clouseau wird zum Tatort geschickt. Er findet den Angestellten Miguel tot vor sowie die der Tat dringend verdächtige Maria Gambrelli. Alle Indizien sprechen gegen sie, doch Clouseau ist von ihrer Unschuld überzeugt. Zu allem Überfluss verliebt er sich auch noch in sie.
Chefinspektor Dreyfus zieht Clouseau sofort von dem Fall ab, aber eine hohe Persönlichkeit setzt sich dafür ein, dass er weiter ermittelt. Clouseau ist sich sicher, dass Gambrelli den wahren Mörder nur decken will. Daher lässt er sie aus dem Gefängnis frei, um sie zu beschatten. Aufgrund seiner unpassenden Verkleidungen (Luftballonverkäufer, Straßenmaler, Jäger …) schlägt dies jedoch immer wieder fehl. Auch wird er immer wieder verhaftet, da er nicht die erforderliche Lizenz vorweisen kann. Und immer genau dann passiert ein weiterer Mord und jedes Mal befindet sich Gambrelli am Tatort. Zuerst wird der Gärtner ermordet, dann der Butler und schließlich das Hausmädchen Dudu in einer FKK-Kolonie. Dort verhilft Clouseau Maria Gambrelli sogar zur Flucht.
Dreyfus ist über Clouseaus Methoden inzwischen dermaßen außer sich, dass er am Rande eines Nervenzusammenbruchs steht. Der Chefinspektor konsultiert sogar einen Psychiater und offenbart diesem seinen abgrundtiefen Hass auf Clouseau. In der Zwischenzeit verbringt dieser einen schönen Abend mit Maria Gambrelli im Pariser Nachtleben. Das Pärchen hat jedoch einen Schatten, ein Unbekannter folgt ihnen mit Mordabsichten. Aber so tollpatschig sich Clouseau anstellt, so viel Glück hat er auch. Alle Anschläge scheitern, er bemerkt sie nicht einmal. In einer Flamenco-Bar wird ein Tourist getötet, vor der Bar der Portier. In einem hawaiianischen Club stirbt ein Gast und in einem russischen Lokal ein tanzender Kosake an vergiftetem Wodka. Unbehelligt erreichen Clouseau und Gambrelli die Wohnung des Inspektors. Allerdings steht vor den schönen Dingen erst einmal Cato, der Hausdiener, der vom Inspektor instruiert wurde, ihn zu jeder Tages- und Nachtzeit anzugreifen, um seine Reflexe zu trainieren. Und nach dem „Kampf“ detoniert noch eine Bombe, die der mysteriöse Verfolger vor Clouseaus Tür deponiert hat. Wieder entgehen alle nur knapp dem Tod.
Acht Tote – und Clouseau hat noch nicht einmal den Ansatz einer Spur. Trotzdem will er am Abend vor den Anwesenden in der Villa Ballon den Mörder demaskieren. In einer theatralischen Inszenierung versammelt er Herrschaft und Personal in der Villa. Er beginnt mit seinen Ausführungen, und nach und nach offenbart jeder im Raum sein Geheimnis, indem er die anderen mit Vorwürfen konfrontiert. Es kommt zum Tumult, alle fliehen im Auto des Inspektors, in dem zuvor eine Bombe versteckt wurde. Nachdem sechs Personen in die Luft geflogen sind, wird schließlich Chefinspektor Dreyfus überführt, der sämtliche Anschläge auf Clouseau veranlasst hat.

### Wer war der Mörder?
Diese Frage bleibt bis zum Schluss des Films offen, da anscheinend jeder im Hause Ballon ein finsteres Geheimnis hat. Wenn man aber die Eröffnungsszene genau beobachtet, sieht man Madame Ballon als letzte Person in das Zimmer von Maria Gambrelli gehen, bevor die Schüsse fallen. Das ist auch der Grund dafür, dass Monsieur Ballon versucht, die Ermittlungen durch Clouseau zu behindern.
- Madame Ballon tötete Miguel aus Versehen, da sie eine Affäre ihres Mannes mit Maria ahnte und eigentlich ihn töten wollte. Monsieur Ballon hatte sich im Wandschrank versteckt.
- Georges erpresste Monsieur Ballon, aber Madame LaFarge tötete Georges, als er drohte ihre Affäre zu beenden.
- Simone tötete Dudu in der Nudistenkolonie, da sie eine Affäre mit Pierre hatte und Dudu ebenfalls an Pierre interessiert war.
- Monsieur Ballon tötete Henri, weil dieser eine Affäre mit Madame Ballon hatte.
- Maurice erpresste Madame Ballon.

Alle anderen Morde wurden von Chefinspektor Dreyfus begangen. Insgesamt starben 14 Menschen und eine Krähe, drei davon auf dem Anwesen der Ballons, eine Frau in der Nudistenkolonie, vier Männer durch Dreyfus’ Anschläge auf Clouseau, und schließlich kamen sechs weitere Leute durch die Bombe um, die der durchgedrehte Dreyfus in Clouseaus Auto platziert hatte.

### Trivia
- Mit dieser Folge beginnt der Running Gag der regelmäßigen, ausgiebigen Kampfszenen zwischen Cato und Clouseau, wobei üblicherweise die Wohnung samt Mobiliar zerstört wird.
- Zudem beginnt Clouseau in dieser Folge mit seinen abenteuerlichen und widersinnigen Verkleidungen.

## Kritik
„Nach „Der rosarote Panther“ 1963 der zweite Film um die berühmte Kunstfigur „Inspektor Clouseau“; übermütige und gagreiche Komödienunterhaltung mit vielen absurden Situationen im Stil der Slapstick-Tradition und parodistischen Blödeleien von teilweise überraschend bitterer Konsequenz.“

„Situationskomik – ein Spaß für Freunde des schwarzen Humors und von Sellers. (Wertung: 2 von 4 möglichen Sternen – durchschnittlich)“

„Eine Sammlung altgedienter Gags, etwas aufpoliert und zwischen Langeweile und Klamauk angesiedelt. Ohne jeden wirklichen Humor.“